# 岩見沢市立第一小学校
岩見沢市立第一小学校（いわみざわしりつ だいいちしょうがっこう）は、北海道岩見沢市緑町3丁目7-1にある市立小学校。1972年（昭和47年）4月に旧北本町小学校と旧西川向小学校が統合して設立された。
校区は有明中央、北条丁目、北本町西、緑町、若松町、西川町。
岩見沢市立図書館の分館として、校内の図書室を一般開放している。
絵本や実用書などを取り揃えており、本の返却や、予約した本の受け取りが可能である。

## 年間行事
- 4月 - 入学式、始業式
- 5月 - 1年生を迎える会
- 6月 - 運動会
- 7月 - 終業式
- 8月 - 2学期始業式
- 9月 - 修学旅行
- 10月 - 学芸会
- 11月 - 避難訓練
- 12月 - 2学期終業式
- 1月 - 3学期始業式
- 2月 - 新1年生1日入学、6年生を送る会
- 3月 - 卒業式、修了式

## 沿革
- 1972年（昭和47年）4月 - 旧北本町小学校と旧西川向小学校の統合により設立
- 1973年（昭和48年）4月6日 - 開校式
- 1977年（昭和52年）- スクールバンド結成
- 1980年（昭和55年）- プール完成
- 1988年（昭和63年）- 北真小学校分離独立
- 1993年（平成5年）- スクールバンドが全国大会に初出場
- 2001年（平成13年）9月 - 第一小学校図書館開設
- 2004年（平成16年）1月 - 同窓会設立
- 2013年（平成25年）- 新校舎完成
- 2019年　(令和元年)  -　野球チーム

第一アトムズが、秋の北海道新人大会にて
北海道2位(1位が札幌東16丁目、3位が美唄東、札幌東ハリケーン)の成績を残し、来年行われる全国大会(和歌山)への出場権を得た。(新型コロナウイルスの影響で中止)

## 交通
- 岩見沢駅から徒歩25分。
- 北海道中央バス岩見沢ターミナルから、鉄北循環線（系統5または6）、または鉄北循環線（桜木経由、系統7または8）で「緑町3丁目」下車徒歩3分。

## 周辺
- 岩見沢市立緑中学校

## 著名な卒業生
- 白崎浩之（プロ野球選手）
- 田中雅美（元水泳選手、スポーツコメンテーター・タレント）